# Geher-Länderkampf der Frauen 1985 Frankreich – BR Deutschland
| 18. Leichtathletik-Länderkampf mit bundesdeutscher Beteiligung 1985 | 18. Leichtathletik-Länderkampf mit bundesdeutscher Beteiligung 1985 |
| ------------------------------------------------------------------- | ------------------------------------------------------------------- |
|                                                                     |                                                                     |
| Geher-Vergleich der Frauen: Frankreich – BR Deutschland             |                                                                     |
| Austragungsort                                                      | Delle                                                               |
| Wettbewerbe                                                         | 1                                                                   |
| Datum                                                               | 7. September                                                        |
| 1. FRA 2. FRG                                                       | 13 Punkte 09 Punkte                                                 |
| Chronik                                                             |                                                                     |
| ← FRA-FRG Geher (M)                                                 | erster LK 1986: 00 FRG-FIN/FRG-CAN Werfer (M) →                     |

Der achtzehnte und letzte Vergleich des Länderkampfjahres 1985 war der einzige Länderkampf der Geherinnen in diesem Jahr. Als Gegnerinnen traten am 7. September in Delle, einer Gemeinde in der Region Bourgogne-Franche-Comté, zum siebten Mal Vertreterinnen aus Frankreich in einem Zweiländerkampf gegen das bundesdeutsche Team an. Die bisherige Bilanz lautete drei zu drei unentschieden.

## Modus
Auf dem Programm stand ein Wettbewerb über zehn Kilometer, der auf der Bahn ausgetragen wurde. Jede Nation konnte vier Geherinnen stellen, von denen die drei Besten gewertet wurden. Sieben Punkte erhielt die Siegerin, für Rang zwei wurden fünf Punkte vergeben, für Platz drei vier Punkte, für Platz vier drei Punkte usw.

## Ergebnis
In der Einzelwertung siegte eine französische Geherin. Auch in der Länderkampfwertung lag Frankreich vorn. Die bundesdeutschen Geherinnen mussten mit neun zu dreizehn Punkten ihre vierte Niederlage gegen Frankreich einstecken, sodass die neue Bilanz mit drei zu vier negativ ausfiel.

## Resultat

### 10.000-m-Bahngehen
| Platz | Athletin                   | Land | Zeit (min) |
| ----- | -------------------------- | ---- | ---------- |
| 1     | Suzanne Griesbach          | FRA  | 49:09,5    |
| 2     | Jutta Schwoche             | FRG  | 51:25,3    |
| 3     | Viviane Humbert            | FRA  | 51:30,9    |
| 4     | Barbara Knäringer          | FRG  | 51:41,2    |
| 5     | Jeanine Gosselin           | FRA  | 52:09,9    |
| 6     | Anne-Catherine Berthonnaud | FRA  | 53:44,7    |
| 7     | Ingrid Adam                | FRG  | 54:30,3    |
| 8     | Brigitte Buck              | FRG  | 55:30,0    |